# Brega funky
Il Brega Funk è un sottogenere del funk carioca che ha avuto origine a Recife, Pernambuco, influenzato dal brega e dall'arrocha nei primi anni del 2010 nella regione nord-orientale del Brasile. A differenza del classico Funk Carioca, il Brega Funk ha un suono raffinato che presenta pianoforti MIDI sincopati e scintillanti, sintetizzatori, chitarre spesso filtrate e i distinti rullanti metallici intonati chiamati caixas, i vocal chop sono un compagno comune del ritmo di kick traballante e dei bassi up-down ereditati dal brega e, sebbene il genere comunemente vari da 160 a 180 BPM, il tempo dimezzato lo fa sembrare più lento rispetto ad altri sottogeneri funk. Un esempio del genere brega funk è la canzone "Parabéns" di Pabllo Vittar. [ 18 ] [ 19 ]

## Evoluzione

### Batidão romântico
Il Batidão romântico è uno stile musicale nato dalla fusione tra il brega funky e la kizomba. Questo stile è nato attorno al 2018, con l'espansione nazionale del genere Pernambuco. Il ritmo è più lento e gli argomenti trattati sono per lo più romantici.

### Tranceira
Tranceira è il risultato della fusione di trance con brega funky aggiungendo l'uso del falsetto. Il genere è comparso alla fine del 2019 attraverso le produzioni dei cantanti pop brasiliani Pabllo Vittar e Luísa Sonza.

## Trip bit
Trip bit, o Tribeat, nasce dalla fusione della musica trip hop con i generi musicali manguebeat e brega funky. Lo stile si basa su ritmi metallici, elettronici e minimalisti. Un esponente del genere è la cantante brasiliana Duda Beat.

### Origine
Il cantante brasiliano Reiner, con il suo extended play "Breu", è considerato il fondatore di questo genere musicale. Secondo l'artista, l'intenzione era di modernizzare il movimento musicale Mangue Beat con influenze dalla musica alternativa internazionale (trip hop) e dalla musica popolare nazionale (brega funky).